# Boccard (entreprise)
Pour les articles homonymes, voir Boccard.
 (mai 2023).
- Si vous ne connaissez pas le sujet, laissez ce bandeau (vous pouvez alors contacter les auteurs).
- Si vous supprimez le contenu mis en cause (vous pouvez préalablement contacter les auteurs),

argumentez précisément cette suppression dans la page de discussion
(un manque de référence n'est pas un argument ; une recherche réelle de référence doit avoir été effectuée, être formellement documentée).

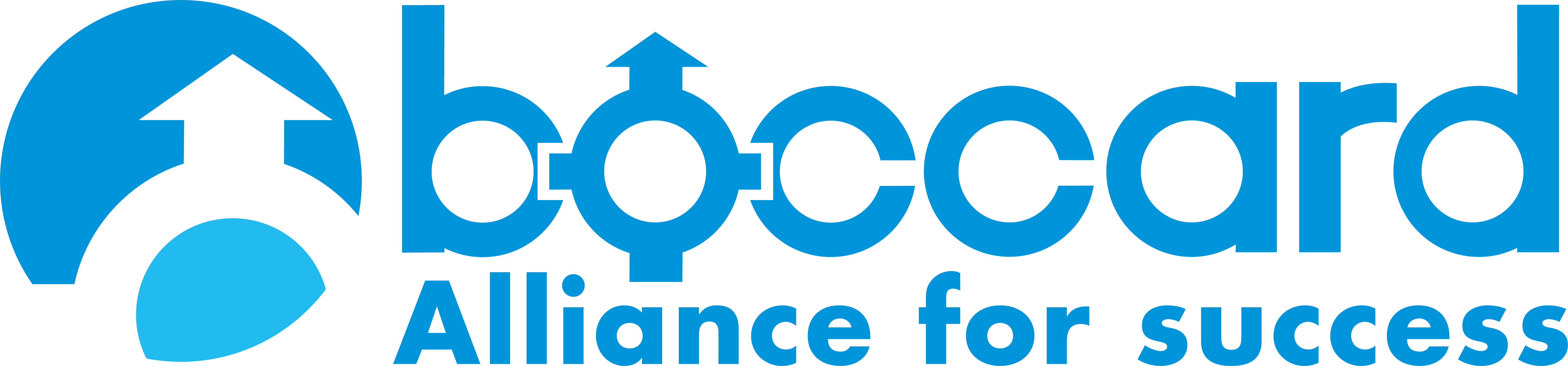
Logo Boccard Alliance for success

Boccard est une entreprise française qui vend des installations industrielles. Elle est présente sur les marchés de l'industrie de l'énergie, du nucléaire, du pétrole et du gaz, de la sidérurgie et des mines, ainsi que sur les marchés de l'industrie du process tels que la brasserie, l'alimentation & les ingrédients, la cosmétique & l'hygiène, la pharma & la biotech.
Basée à Villeurbanne près de Lyon, l'entreprise est présente dans 35 pays et compte plus de 3 500 collaborateurs.

## Histoire
En 1918, Joseph Boccard fonde son entreprise de tôlerie, tuyauterie et soudures, baptisée Boccard & Cie. En 1920, premiers pas chez Michelin où Boccard effectue des travaux de tuyauterie, chaudronnerie et installation de chauffage pour les usines de ce client. En 1922, mandaté par la Société générale d'entreprises (SGE) - futur Vinci - Boccard réalise d'importants travaux de tuyauterie dans la centrale thermique de Comines.
En 1927, Francisque Boccard, le fils de Joseph Boccard prend la direction de l'entreprise. En 1930, Boccard effectue des travaux de tuyauterie pour l'usine de Montluçon de Dunlop. En 1932, la Raffinerie de Pétrole du Nord confie à Boccard la réalisation des tuyauteries de la raffinerie de Dunkerque. En 1933, Pechelbronn fait réaliser par Boccard les tuyauteries de la raffinerie de Donges.
En 1939, La Compagnie Française de Raffinage (CFR), ancêtre du groupe Total, mandate Boccard pour réaliser des travaux de tuyauteries d'envergure sur ses raffineries de Gonfreville-l'Orcher et la Mède entre 1940 et 1950. En 1948, La Raffinerie de Pétrole du Nord rebaptisée Purfina Française confie à Boccard la réfection complète du réseau de tuyauterie d'hydrocarbure et de vapeur. En 1950, Boccard réalise les travaux de reconstruction des tuyauteries de la raffinerie BP de Dunkerque, mandaté par la Société Générale des huiles de pétrole British Petroleum. L'entreprise effectue également des travaux de tuyauteries industrielles dans les aciéries de la Sollac à Serémange. En 1953, les usines De Wendel à Hayange font appel à Boccard pour l'exécution et le montage de tuyauteries d'eau et d'air comprimé sur un haut-fourneau. L'entreprise Boccard s'installe avenue Roger-Salengro à Villeurbanne, siège social actuel de l'entreprise. En 1959, Boccard intervient sur les quatre tranches de traitement de gaz de la plus grande usine de gaz d'Europe, construite sous la houlette de la Société nationale des pétroles d'Aquitaine (SNPA). En 1965, pour accompagner Michelin dans la construction d'une usine automobile en Espagne, Boccard construit sa première implantation à l'international à Bilbao. En 1967, la Sidmar, entreprise sidérurgique belge mandate Boccard pour réaliser l'installation des conduites de gaz de la centrale électrique du site. La filiale Boccard Benelux sera créée dans la foulée.
En 1968, son petit-fils Alain Boccard devient le dirigeant de l'entreprise, il est rapidement rejoint par son frère Jean-Luc Boccard. Les deux frères diversifient les activités de l'entreprise en France et à l'international.
En 1969, création du bureau d'études BETSI, une structure destinée à fournir du personnel d'études et d'exécution. En 1972, Boccard commence la diversification de ses activités dans le nucléaire, notamment sur la centrale du Bugey. En 1975, l'entreprise intervient sur la plateforme offshore d'Ekofisk, en mer du Nord. En 1979, Boccard, Bouygues Offshore, Setip et Friedlander s'associent pour fournir toute la tuyauterie du réacteur irakien Osirak, premier chantier nucléaire à l'étranger. En 1981, Technip s'associe à Boccard pour participer à la construction d'une gigantesque usine de dessalement d'eau de mer en Arabie saoudite.
En 1982, Boccard poursuit son expansion à l'international avec l'ouverture d'une filiale à Maracaïbo au Vénézuela, puis en Angola en 1984, aux États-Unis en 1985, en Malaisie en 1987, au Portugal en 1993, en Pologne en 1996, puis en Chine à Shanghai en 2004.
En 1983, l'entreprise diversifie ses activités en entrant dans le marché de l'agroalimentaire avec la mise en œuvre d'un procédé pour les unités de préparation du soda Oasis de la société Volvic. En 1988, Boccard intègre l'équipementier belge Meura, créé en 1845 et spécialisé en brasserie. Boccard réalise le système de réfrigération de la piste de bobsleigh, luge et skeleton de La Plagne, construite de 1988 à 1990, qui accueille en 1992 les deux premières de ces disciplines aux Jeux olympiques d'Albertville.
En 1996, Jean-Luc Boccard prend le relais, et s'entourent rapidement de ses neveux Bruno Boccard, basé à Houston dans la filiale US et Patrick Boccard. En 1997, l'entreprise renforce ses compétences métiers en automation et étoffe sa maîtrise des procédés sur les marchés des laiteries et de la préparation alimentaire industrielle par l'intégration de Seriaco Process.
En 2000, Bruno et Patrick Boccard prennent la direction de Boccard à la suite de leur oncle Jean-Luc. En 2001, un grand chantier pour Gaz de France, le site de Chémery, second site de stockage de gaz en Europe, où Boccard réalise l'ensemble des tuyauteries. En 2003, pour le compte de Shell, Boccard remporte le contrat d'Entreprise Générale de Travaux Neufs (EGTN) comprenant la supervision de tous les travaux neufs et la réalisation de l'ensemble des travaux neufs de mécanique. En 2004, Danone confie aux équipes Boccard la réalisation d'une grande partie des installations techniques destinées à la fabrication de yaourts et d'Actimel, dans l'une de ses usines en Russie. En 2006, les Laboratoires Anios confie à Boccard le projet de construction de leur nouveau site près de Lille en tant qu'ensemblier industriel soit études/conception, gestion de projet, construction et maintenance. En 2007, Boccard élargit son expertise dans le métier de la maintenance industrielle et mécanique via l'intégration d'experts issus de la lubrification, du graissage et du processus de coupe.
En 2010, l'entreprise crée une filiale en Colombie pour accompagner la modernisation de la raffinerie de Carthagène. En 2015, deux autres filiales seront créées au Mexique puis au Chili et création d'une filiale en Inde en 2016. En 2011, le Laboratoire français des Biotechnologies (LFB), spécialisé dans les protéines thérapeutiques et les médicaments dérivés du plasma sanguin mandate Boccard sur la construction d'une usine au Brésil fabriquant différents produits dérivés du plasma. En 2012, réalisation de l'intégralité des procédés de fabrication au sein de l'usine Chobani, leader américain du yaourt à la grecque, dans un délai record de 326 jours. L'usine est désignée "Food Plant of the Year 2012" par le Food Engineering Magazine. En 2014, Boccard est retenue pour la construction des EPR d'Hinkley Point C en Grande-Bretagne. Dans la même année, une filiale est créée au Canada dont les équipes accompagneront Green Cross Biotherapeutics pour la conception et la fabrication de skids de purification et de formulation, ainsi que pour la mise en service et la qualification des équipements dans la nouvelle usine de production d'immunoglobuline intraveineuse en 2015. En 2016, signature du contrat pour le réacteur Jules Horowitz. Cette même année, une filiale en Inde est créée. En 2017, signature d'un partenariat stratégique avec Danone. La même année, Boccard créé son fonds de dotation Boccard.

## Activités
Les spécialisations de Boccard sont l'ingénierie, la fabrication, la construction et la maintenance d'EPC et tous types de solutions industrielles digitales pleinement intégrées.